# Silkeroder Hügelland
Das Silkeroder Hügelland ist eine Landschaft südlich des Harzes in den Landkreisen Eichsfeld und Nordhausen im nördlichen Thüringen und Göttingen im südöstlichen Niedersachsen.

## Geographie

### Lage
Die Hügellandschaft ist die südöstliche Fortsetzung des Rotenberges im Südharzgebiet. Es liegt in Uhrzeigersinn betrachtet zwischen Weißenborn-Lüderode im Süden, Zwinge im Westen, dem Rotenberg im Nordwesten, Bartolfelde und Osterhagen im Norden sowie Limlingerode und Stöckey im Osten. Zentrale Orte sind das namensgebende Silkerode sowie Bockelnhagen und Weilrode. Obwohl der größere Gebietsanteil im Landkreis Eichsfeld liegt, gehört es mehrheitlich nicht zum historischen Eichsfeld. Über den westlichen und nördlichen Rand des Silkeroder Hügellandes verlief die ehemalige Innerdeutsche Grenze.

### Naturräumliche Zuordnung
Das Silkeroder Hügelland gehört als südöstliche Fortsetzung des Rotenberges (374.5) zur Haupteinheit Eichsfelder Becken (374) der Hauptgruppeneinheit Weser-Leine-Bergland (37) und trägt die Kennziffer 374.51.
Benachbarte Naturräume sind im Norden die Zechsteingebiete des Südwestlichen Harzvorlandes und des Südharzer Zechsteingürtels, im Südosten das Nordthüringer Hügelland, im Südwesten das Ohmgebirge und die Hellberge sowie im Nordwesten der Rotenberg.
Die Thüringer Landesanstalt für Umwelt und Geologie benutzt eine etwas gröbere eigene, nur landesweit existierende Gliederung, innerhalb derer das in Thüringen gelegene Buntsandstein-Gebiet in der Einheit  Nordthüringer Buntsandsteinland liegt.

### Berge
Zu den Bergen und Erhebungen zählen der Höhe nach:
- Hundeberg (377,6 m), Landkreis Göttingen, südlich von Bartolfelde
- namenloser Berg (361,4 m), Landkreis Göttingen, südlich von Barbis
- Kuhtalsberg (342,0 m), Landkreis Eichsfeld, östlich von Weilrode
- Schöneichelkopf (341,1 m), Landkreis Eichsfeld, östlich von Weilrode
- namenloser Berg (346,2 m), Landkreis Eichsfeld, nordwestlich von Weißenborn-Lüderode („Weißer Stein“)
- Oberer Scherenberg (325,6 m), Landkreis Eichsfeld, südlich von Bockelnhagen
- Großer Bornberg (324,8 m), Grenzbereich der Landkreise Göttingen und Eichsfeld, nördlich von Silkerode
- Kirchberg (323,1 m), Landkreis Eichsfeld, südlich von Weilrode
- Kämmerchenkopf  (321,7 m), Landkreis Eichsfeld, nordöstlich von Bockelnhagen
- Buchenberg (320,2 m), Landkreis Nordhausen, nördlich von Stöckey

### Gewässer
Das Silkeroder Hügelland bildet zwischen dem Harz und Eichsfeld einen Teil der Elbe-Weser-Wasserscheide und gehört zur geologischen Formation der Eichsfeld-Schwelle. Hier befinden sich folgende Quellgebiete:
- die Weilroder Eller mit ihren zahlreichen Zuflüssen (unter anderem der Bartolfelder Eller, Silke und Schmalau)
- die Beber
- sowie die Helmezuflüsse Pinte, Sete und Ichte.

## Natur
Die stark gegliederte Hügellandschaft (auch „bucklige Welt“ genannt) wird im Südwesten überwiegen landwirtschaftlich genutzt, im Nordosten prägen Wälder die Landschaft. Im Grenzbereich von Thüringen und Niedersachsen befinden sich 2 Naturschutzgebiete im Mackenröder Wald (Sülzensee – Mackenröder Wald und Steingrabental – Mackenröder Wald).
Geologisch besteht der Untergrund aus Unterem Buntsandstein. Am südlichen Übergangsbereich befinden sich Zeugenberge aus Muschelkalk (Iberg, Allerberg) als Teil der nördlichen Ohmgebirgs-Grabenzone. Am nördlichen Rand am Übergang zu den Zechsteingebieten treten vermehrt Karsterscheinungen auf.
Das Gebiet hat Anteil am Naturschutzgroßprojekt Eichsfeld-Werratal.

## Touristik
Zahlreiche Wanderwege erschließen die Landschaft und Sehenswürdigkeiten:
- die Burgruine der Allerburg
- Geschichtswanderweg in Silkerode
- Mausoleum derer von Minnigerode in Silkerode
- Fachwerkkirche in Bockelnhagen
- Kirchruine Kirchdorf